# Giovanni Andrea Avogadro
Giovanni Andrea Avogadro, né le 2 novembre 1735 à Venise (Italie) et décédé le 28 janvier 1815 à Padoue (Italie), était un prêtre jésuite italien. Nommé évêque de Vérone en 1790, il renonce à son siège en 1805 pour réintégrer la Compagnie de Jésus.

## Biographie
Né le 2 novembre 1735 à Venise dans l’illustre famille des Avogadro le jeune Giovanni entre au noviciat des Jésuites le 15 octobre 1752. A la fin de sa formation spirituelle et académique il est ordonné prêtre le 29 septembre 1763 et fait sa profession religieuse définitive, comme jésuite, le 2 février 1769. 
Quatre ans plus tard, en 1773, la Compagnie de Jésus est supprimée universellement par le pape Clément XIV. Le père Avogadro rejoint alors le clergé du diocèse de Vérone. Il en devient l’évêque en 1790 et reçoit la consécration épiscopale le 6 avril 1790.
Dès qu’il apprend que la Compagnie de Jésus est de nouveau approuvée (initialement dans le royaume de Naples) par le pape Pie VII - même si discrètement – Avogadro démissionne de son siège épiscopal de Vérone (1805) pour rejoindre l’Ordre religieux de sa jeunesse et y renouvelle ses vœux de religion le 6 janvier 1806. Il meurt à Padoue le 28 janvier 1815, quelques mois après le rétablissement universel de la Compagnie de Jésus (1814).